# Кавамото, Кихатиро
Кихатиро Кавамото (яп. 川本 喜八郎 Кавамото Кихатиро, 11 января 1925 – 23 августа 2010) — японский независимый режиссёр-мультипликатор, сценарист и создатель кукол.

## Становление
Родился в 1925 году в Токио. Кихатиро с ранних лет увлекался кукольным искусством и созданием кукол. Увидев работы именитого мультипликатора Иржи Трнки, он впервые заинтересовался созданием покадровой кукольной анимации, и в 1950-х годах стал работать вместе с пионером японской кукольной анимации Тадахито Мотинагой. В 1958 году стал соучредителем «Shiba Productions» — компании, производящей коммерческую анимацию для телевидения. В 1963 году Кихатиро ездил в Прагу для изучения анимации Иржи Трнки. Трнка поддержал Кавамото и посоветовал ему опираться в его творчестве на богатое культурное наследие его страны. Первые работы Кавамото завоевали множество международных наград.

## Фильмография

### Короткий метр
| Название на японском   | Название на английском            | Год  | Продолжительность, мин. |
| ---------------------- | --------------------------------- | ---- | ----------------------- |
| 花折り                 | Breaking of Branches is Forbidden | 1968 | 14                      |
| Неизвестно             | Anthropo-Cynical Farce            | 1970 | 9                       |
| 鬼                     | The Demon                         | 1972 | 8                       |
| 旅                     | Travel                            | 1973 | 12                      |
| 詩人の生涯             | A Poet's Life                     | 1974 | 19                      |
| 道成寺                 | Dōjōji                            | 1976 | 19                      |
| 火宅                   | House of Flame                    | 1979 | 19                      |
| セルフポートレート     | Self-Portrait                     | 1988 | 1                       |
| 不射之射               | To Shoot without Shooting         | 1988 | 25                      |
| いばら姫またはねむり姫 | Briar-Rose or The Sleeping Beauty | 1990 | 22                      |
| ひさかたの天二上       | Amefutakami, in the Sky           | 2006 | 14                      |

### Полный метр
| Русское название   | Японское название | Год  | Продолжительность, мин. |
| ------------------ | ----------------- | ---- | ----------------------- |
| «Ренье и его мать» | 蓮如とその母      | 1981 | 93                      |
| «Зимние дни»       | 冬の日            | 2003 | 40                      |
| «Книга мёртвых»    | 死者の書          | 2005 | 70                      |

## Публикации
- Кавамото, К. О японской мультипликации // Мудрость вымысла: Мастера мультипликации о себе и своем искусстве (1983, Искусство), с. 94-95.